# Werner von der Osten-Sacken
Kurt Werner Arthus Elimar Freiherr von der Osten-Sacken (* 22. April 1821 in Bombitten (Kreis Heiligenbeil), Ostpreußen; † 1. März 1889 in Berlin) war ein preußischer Generalleutnant.

## Leben

### Herkunft
Werner war ein Sohn des preußischen Majors und Gutsbesitzers Ernst Werner von der Osten-Sacken (1782–1846) und dessen dritten Ehefrau Laurette, geborene Gaebeck (1788–1863). Er hatte noch acht Geschwister.

### Militärkarriere
Osten erhielt Privatunterricht und trat am 11. Juli 1838 in das 9. Infanterie-Regiment der Preußischen Armee ein. Bis Mitte Februar 1840 avancierte er zum Sekondeleutnant und von Oktober 1845 bis Juli 1847 war er als Lehrer an der vereinigten Divisionsschule der 3. und 4. Division tätig. Ab Mai 1849 hatte Osten verschiedene Verwendungen als Bataillonsadjutant, stieg Mitte Mai 1853 zum Premierleutnant auf und war ab April 1856 Kompanieführer beim III. Bataillon im 9. Landwehr-Regiment. In dieser Eigenschaft avancierte er Mitte September 1857 zum Hauptmann und wurde kurz darauf für ein Jahr zum 2. Jäger-Bataillon kommandiert. Am 10. Mai 1859 erfolgte seine Ernennung zum Kompaniechef, bis Osten am 8. Mai 1860 als Kompanieführer zum 9. kombinierten Infanterie-Regiment kommandiert wurde. Daraus formierte sich das 6. Pommersche Infanterie-Regiment Nr. 49, in dem er bis zum 14. März 1862 als Kompaniechef tätig war. Anschließend nach Rastatt in das Pommersche Füsilier-Regiment Nr. 34 versetzt, wurde er Anfang April 1866 Major und bei Beginn des Krieges gegen Österreich zunächst Kommandeur des Ersatz-Bataillons. Am 10. Juni 1866 wurde Osten dem stellvertretenden Generalkommando des VI. Armee-Korps zur Verwendung als Bataillonskommandeur bei der Landwehr überwiesen. Als Kommandeur des V. Bataillons der Landesverteidigung nahm der am Gefecht bei Oswieczim teil und übernahm Anfang Juli 1866 das IV. Bataillon im 3. Oberschlesischen Infanterie-Regiment Nr. 62.
Ausgezeichnet mit dem Roten Adlerorden IV. Klasse mit Schwertern wurde Osten nach dem Friedensschluss zum Kommandeur des II. Bataillons im Pommerschen Füsilier-Regiment Nr. 34 ernannt. Während des Krieges gegen Frankreich führte er 1870/71 als Oberstleutnant sein Bataillon während der Belagerung von Straßburg sowie den Kämpfen bei Belfort, Épinal, Les Forges, Pierrefitte, Pasques, Longeau, Langres, Villersexel und Saint-Ferjeux. Zeitweise war Osten auch mit der Führung des Regiments beauftragt und erhielt für sein Verhalten beide Klassen des Eisernen Kreuzes. 
Nach dem Frieden von Frankfurt beauftragte man Osten am 22. August 1871 unter Stellung à la suite zunächst mit der Führung des 5. Brandenburgischen Infanterie-Regiments Nr. 48 und ernannte ihn am 4. November 1871 zum Regimentskommandeur. Er avancierte im Januar 1872 zum Oberst und wurde am 18. Mai 1876 unter Stellung à la suite des Regiments mit der Führung der 22. Infanterie-Brigade in Breslau beauftragt. Mit der Beförderung zum Generalmajor erfolgte seine Ernennung zum Brigadekommandeur und in dieser Eigenschaft erhielt Osten im Januar 1879 den Roten Adlerorden II. Klasse mit Eichenlaub und Schwertern am Ringe, sowie im September 1882 den Kronenorden II. Klasse mit Stern. Unter Verleihung des Charakters als Generalleutnant wurde er am 14. Oktober 1882 mit Pension zur Disposition gestellt.

### Familie
Osten verheiratete sich am 16. Januar 1875 in Dresden mit Marie Sophie von Salisch (1852–1910). Sie war eine Tochter des Oberst Karl von Salisch. Die Ehe blieb kinderlos.